# John Saint-Hélier Lander

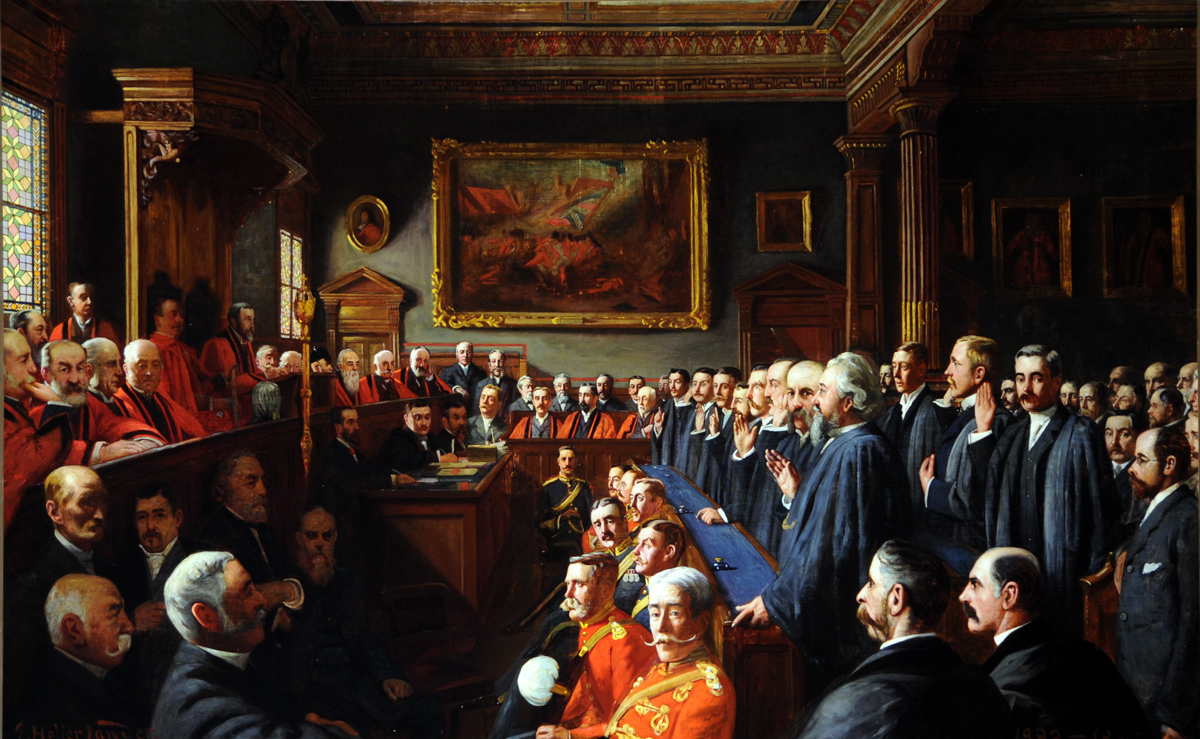
La séance solennelle des "Assises d'Héritage" à Jersey.

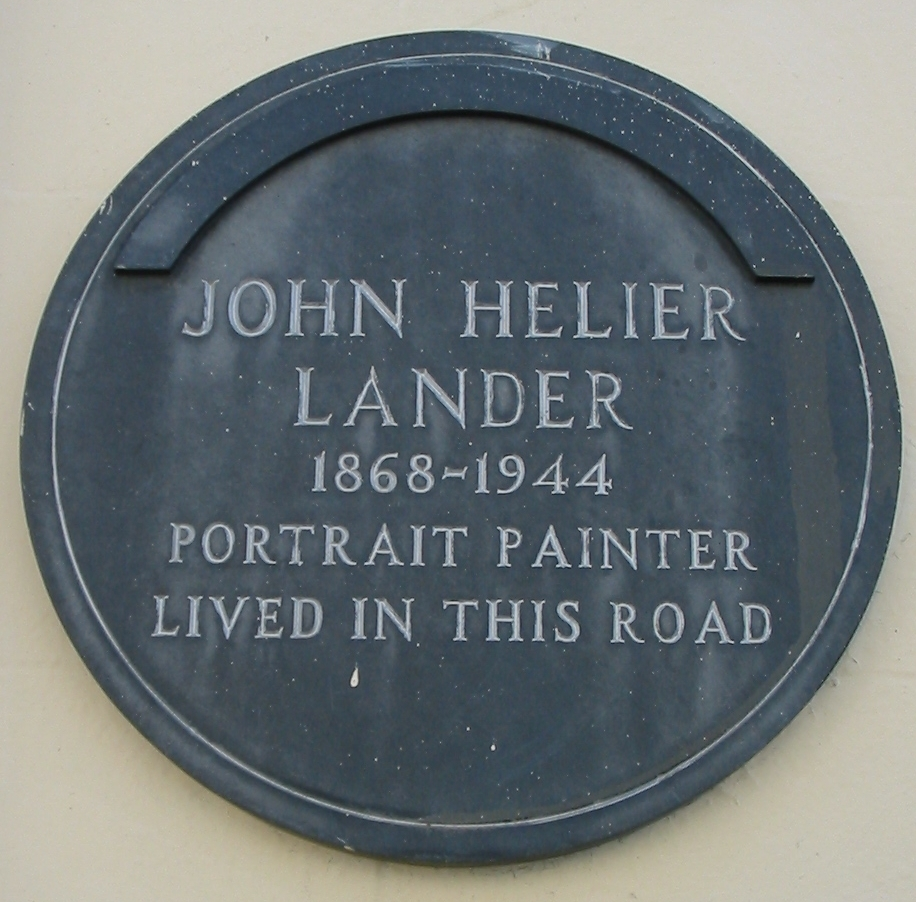
Plaque indiquant le lieu de naissance de John Hélier Lander.

John Saint-Hélier Lander, né John Hélier Lander, le 19 octobre 1868 à Saint-Hélier et mort le 12 février 1944 à Witley, dans le district de Waterley dans le Surrey en Angleterre, est un artiste-peintre portraitiste et paysagiste originaire de Jersey.

## Biographie
John Hélier Lander ajouta le mot "Saint" à son nom pour indiquer nommément l'origine de son lieu de naissance, Saint-Hélier. Son père, cordonnier, s'opposa à sa passion du dessin et le jeune John Hélier Lander devint apprenti chez un horloger. Mais la passion pour la peinture, qu'il pratiquait en cachette de son père, lui permit de faire connaître ses premières toiles et de rencontrer sa compatriote de Jersey, la comédienne Lillie Langtry qui lui offrit sa première boîte de peinture. Quand son père apprit que les gens parlaient de son fils avec admiration pour son talent artistique et que de surcroît il était payé pour ses réalisations, il ne s'opposa plus à l'art créatif de celui-ci. Peu après, John Hélier Lander rencontra son compatriote, le peintre John Everett Millais qui lui conseilla de suivre une formation artistique dans les célèbres académies anglaises et françaises. Il passa une année à l'école de Calderon à Hampstead, puis fut élève de William-Adolphe Bouguereau et Tony Robert-Fleury à l'Académie Julian de Paris. Enfin il termina sa formation artistique à la Royal Academy de Londres.
John Saint-Hélier Lander s'en retourna à Jersey et ouvrit un atelier dans lequel il donnait des cours particuliers. Il fit de même sur l'île voisine de Guernesey. Il a entrepris un travail ambitieux en faisant un portrait de groupe des édiles de Jersey lors de la séance solennelle des Assises d'Héritage, œuvre pour laquelle il mit quatre années pour terminer l'ouvrage. Il peignit des scènes de la vie quotidienne à Jersey ainsi que de nombreux portraits d'habitants de l'île Anglo-Normande, notamment son compatriote artiste caricaturiste et illustrateur Edmond Blampied.
Il a été fortement encouragé par le lieutenant-gouverneur de Jersey à l'époque, le général Henry Richard Abadie. Lorsque le général quitta Jersey, en 1904, John Saint-Hélier Lander le suivit à Londres, où Abadie le présenta à ses relations dans la société britannique qui devinrent des visiteurs réguliers à son atelier de peintre. Il fit ainsi la connaissance de tous les principaux généraux britanniques avant la Première Guerre mondiale.
En 1923, il a reçu une médaille d'argent au Salon de Paris et peint son premier portrait royal avec le portrait du Prince de Galles. John Saint-Hélier Lander a choisi de dépeindre le prince habillé dans tenue sportive avec polo. La toile a été acclamée et reçut une médaille au Salon de Paris. Le roi et la reine ordonna que la toile soit envoyé au palais de Buckingham. La Reine a commandé alors un portrait du duc de Kent en tenue de joueur de tennis. Par la suite, il fit les portraits de la famille royale, George V d'Angleterre, George VI d'Angleterre, la reine Elisabeth, sa fille et d'autres princes.

## Galerie de peintures

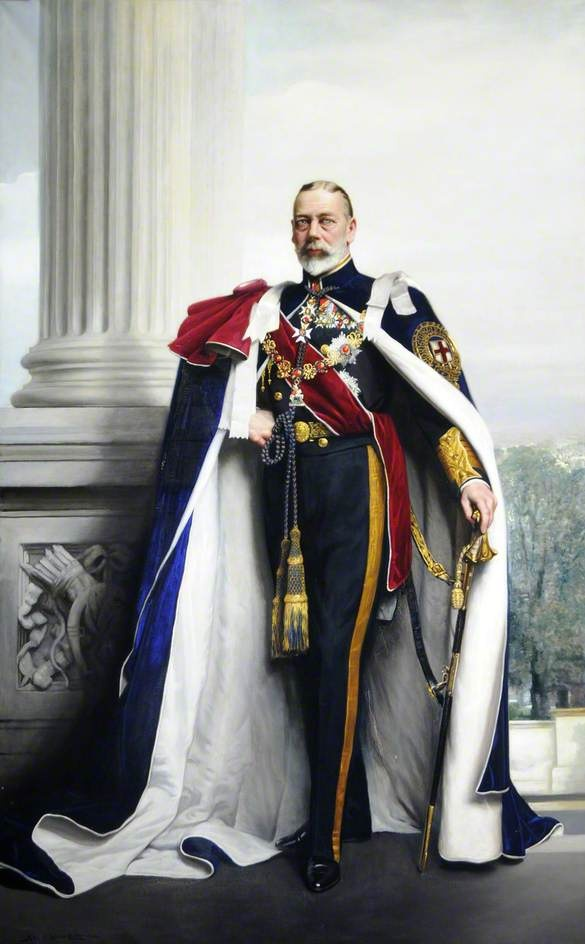
Le roi George V en tenue d'apparat (1935).
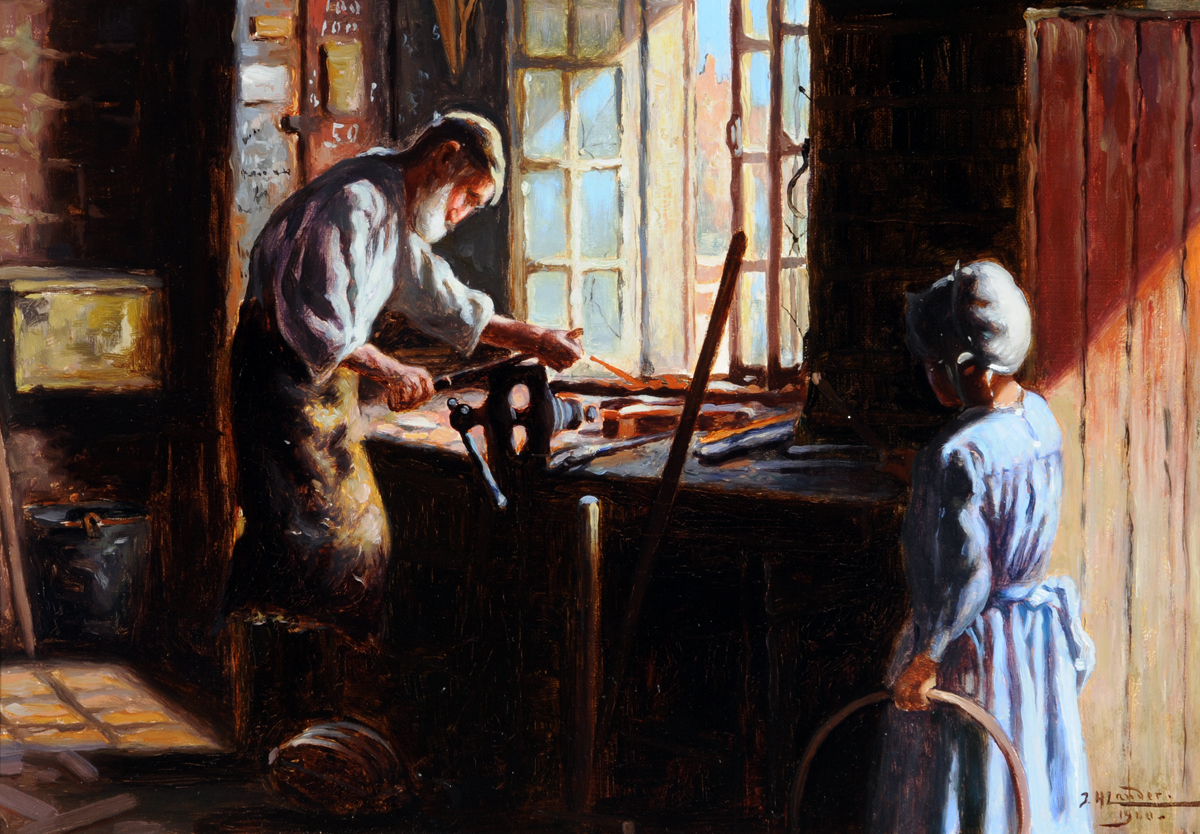
Intérieur d'un atelier d'artisan à Jersey (1900).
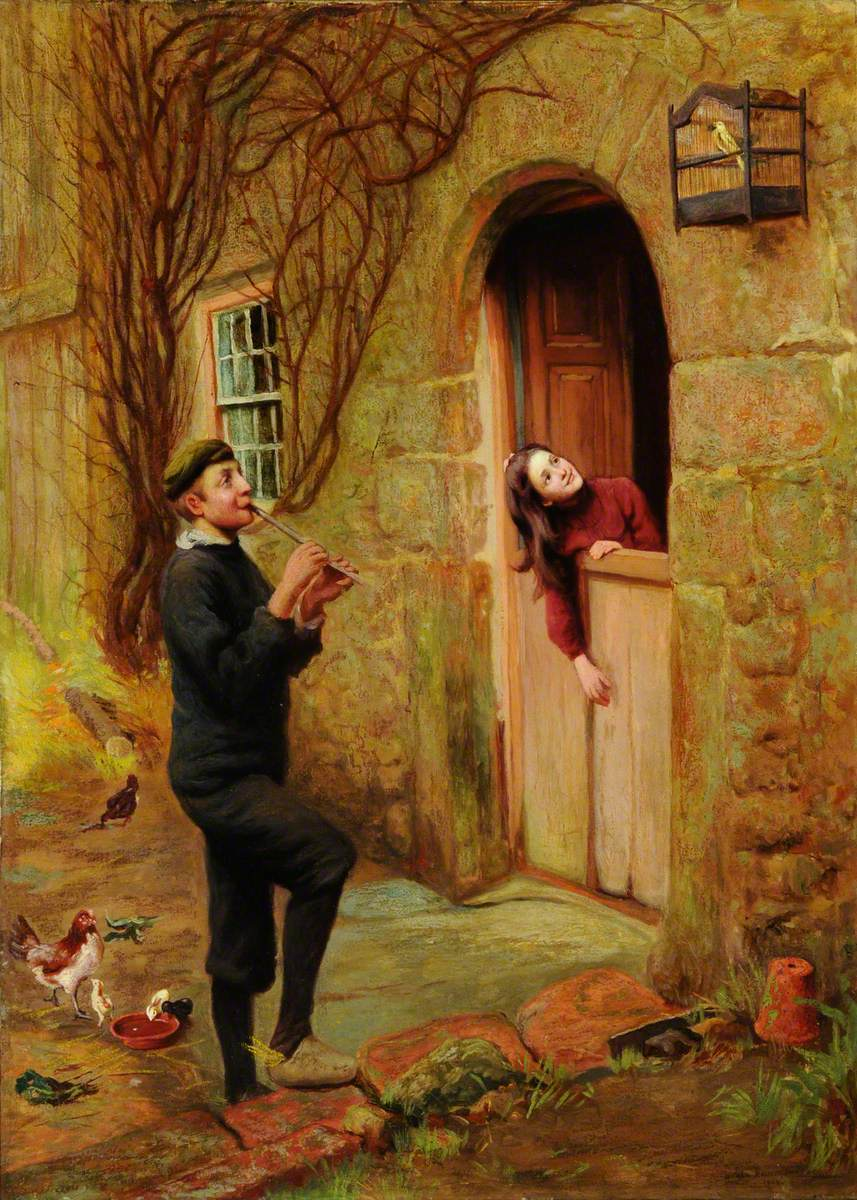
Garçon imitant un oiseau à Jersey (1903).
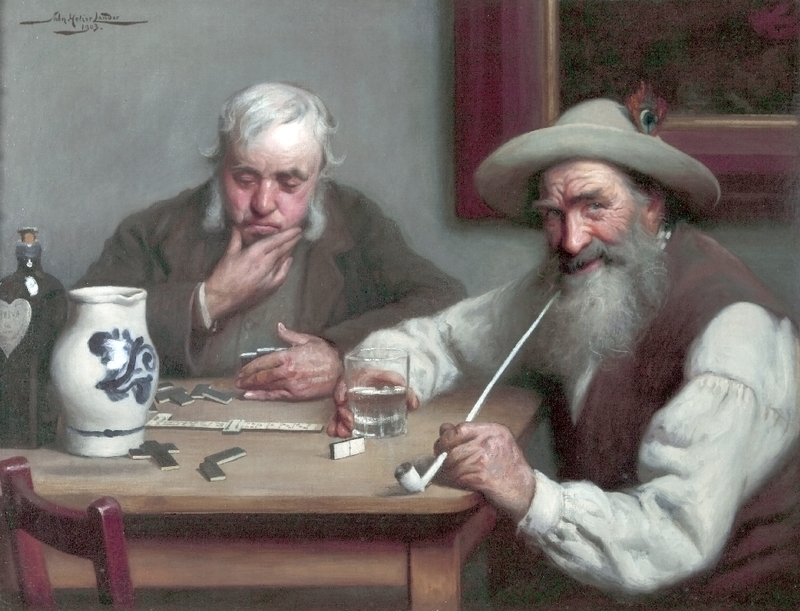
Joueurs de dominos à Jersey (1903).
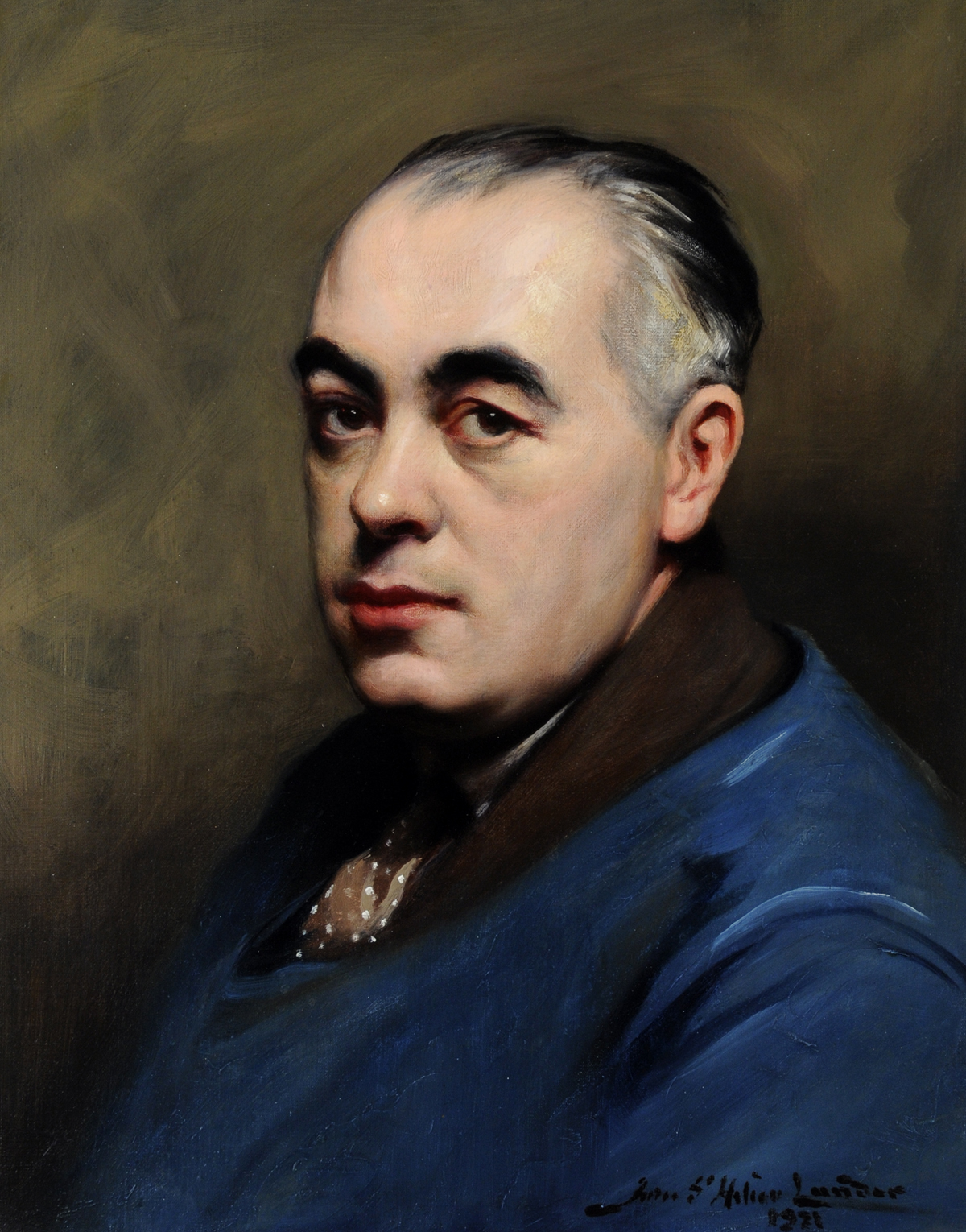
L'artiste-peintre jersiais Edmond Blampied.